# Sorombo
Sorombo est une commune rurale malgache située dans la région de Fitovinany.